# (12657) Бонч-Бруевич
(12657) Бонч-Бруевич (лат. Bonch-Bruevich) — типичный астероид главного пояса, открыт 30 августа 1971 года советским астрономом Тамарой Смирновой в Крымской астрофизической обсерватории и 5 июля 2001 года назван в честь советского и российского физика Алексея Бонч-Бруевича.

## Обнаружение и именование
(12657) Бонч-Бруевич
Открыт 30 августа 1971 года в Крымской астрофизической обсерватории Т. М. Смирновой.
Алексей Михайлович Бонч-Бруевич (р. 1916) — член-корреспондент Российской академии наук, известный своими исследованиями в области взаимодействия лазерного излучения с поглощающими и прозрачными средами. Является основателем нового научного направления в области силовой оптики.
Оригинальный текст (англ.)12657 Bonch-Bruevich
Discovered 1971 Aug. 30 by T. M. Smirnova at the Crimean Astrophysical Observatory.
Aleksej Mikhajlovich Bonch-Bruevich (b. 1916), a corresponding member of the Russian Academy of Sciences, is renowned for his research in the field of laser radiation interaction with absorbing and transparent environments. He is founder of a new scientific branch on power optics.
Источники: 20010705/MPCPages.arc; M.P.C. 43045.

## Орбита

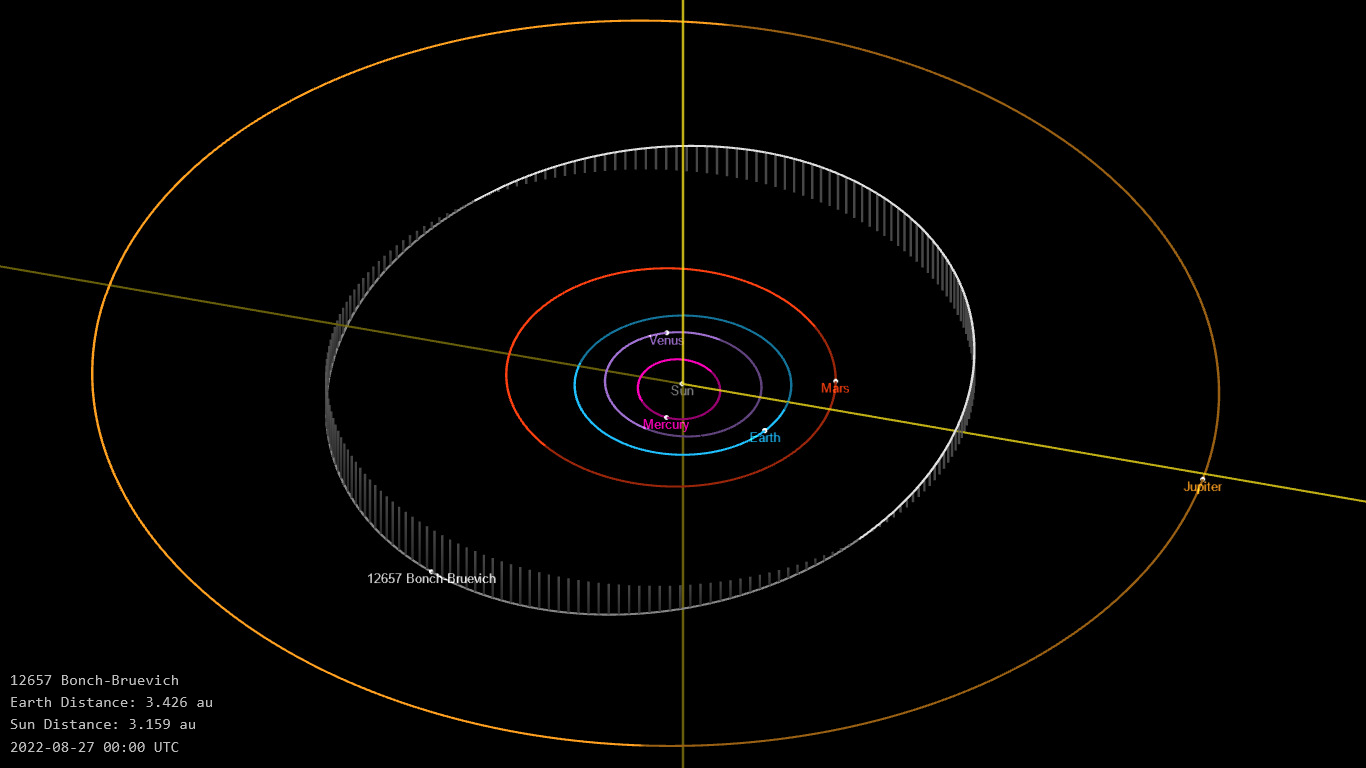
Орбита астероида Бонч-Бруевич и его положение в Солнечной системе

## Физические характеристики
Астероид относится к таксономическому классу K.
По результатам наблюдений в видимом и ближнем инфракрасном диапазоне космического телескопа NEOWISE диаметр астероида оценивался равным 8,865±0,147 км. Согласно тем же источникам альбедо оценивается как 0,2702±0,0617 и 0,270±0,062.